# Euplexaura rhipidalis
Euplexaura rhipidalis är en korallart som beskrevs av Studer 1895. Euplexaura rhipidalis ingår i släktet Euplexaura och familjen Plexauridae. Inga underarter finns listade i Catalogue of Life.